# دهستان براآن جنوبی
دهستان براآن جنوبی نام دهستانی در بخش مرکزی شهرستان اصفهان، استان اصفهان در ایران است. این دهستان در مسیر جادۀ اصفهان-ورزنه واقع شده‌است.  براساس سرشماری مرکز آمار ایران در سال ۱۳۸۵، جمعیت آن ۱۵٬۲۱۰ نفر (۴٬۰۴۸ خانوار) بوده‌است.